# Красный (Северский район)
Красный — хутор в Северском районе Краснодарского края Российской Федерации. Входит в состав Львовского сельского поселения. По данным переписи 2010 года, на хуторе проживает 179 человек (87 мужчин и 92 женщины).

## География
Хутор Красный расположен примерно в 35 км к западу от центра Краснодара. В 9 км южнее хутора находится железнодорожная станция Ильская линии «Краснодар—Крымск». В 10 км южнее хутора проходит автодорога А146 Краснодар — Новороссийск. У западной границы хутора течёт река Иль, она впадает в Крюковское водохранилище в 1,5 км к северо-западу. Ближайший населённый пункт — хутор Новоивановский.

## Население
| 2002 | 2010 |
| ---- | ---- |
| 217  | ↘179 |

- ул. Герцена,
- ул. Крупской,
- ул. Маяковского.